# Kütahya (prowincja)
Prowincja Kütahya (tur. Kütahya ili) – jednostka administracyjna w zachodniej Turcji (Region Egejski – Ege Bölgesi).

## Dystrykty
Prowincja Kütahya dzieli się na trzynaście dystryktów:

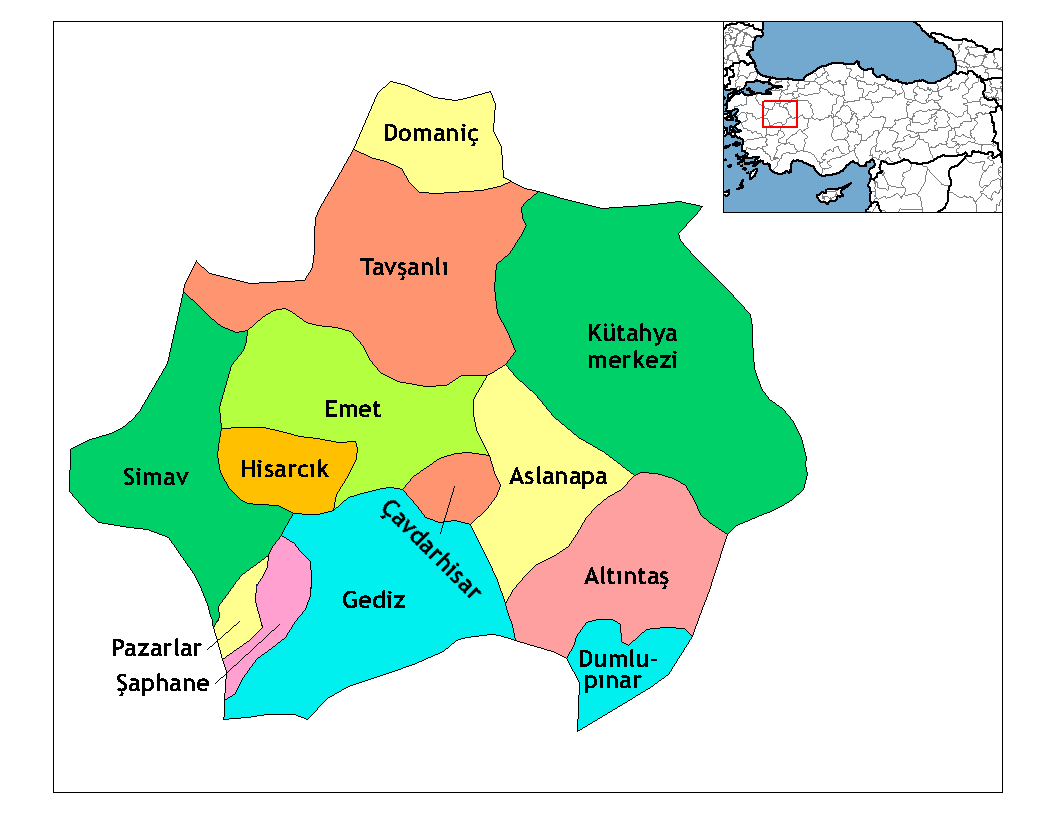
Dystrykty w prowincji Kütahya

- Altıntaş
- Aslanapa
- Çavdarhisar
- Domaniç
- Dumlupınar
- Emet
- Gediz
- Hisarcık
- Kütahya
- Pazarlar
- Şaphane
- Simav
- Tavşanlı